# Monaster Opieki Matki Bożej w Tołoczynie
Monaster Opieki Matki Bożej – bazyliański, a następnie prawosławny klasztor w Tołoczynie (rejon tołoczyński obwodu witebskiego Białorusi).

## Historia
Unicki klasztor w Tołoczynie został ufundowany w 1604 przez kanclerza wielkiego litewskiego Lwa Sapiehę. W 1769 Sanguszkowie, nowi właściciele Tołoczyna, ufundowali nowy budynek klasztorny w stylu późnego baroku. Przy klasztorze funkcjonowała szkoła bazyliańska.
Według różnych źródeł zamknięcie bazyliańskiego klasztoru nastąpiło w 1840 lub znacznie wcześniej, w 1796 lub 1804. Konsekwentnie w źródłach pojawiają się różne daty adaptacji bazyliańskiej cerkwi na prawosławną – 1840 (tj. już po synodzie połockim, gdy na ziemiach zabranych unia została skasowana w ogóle) lub jeszcze w 1804. W dawnych budynkach klasztoru unickiego nie zorganizowano wspólnoty prawosławnej, a jedynie zaadaptowano unicką cerkiew do wymogów liturgii prawosławnej. Była to filia monasteru Zaśnięcia Matki Bożej w Orszy.
Świątynia pozostawała czynna również po rewolucji październikowej. Parafii odebrano wówczas budynki poklasztorne, nie zamykając samej cerkwi. W 1996 parafia odzyskała wymienione budynki i sąsiadujący z nimi teren. W 2004 w obiektach zorganizowany został żeński klasztor.

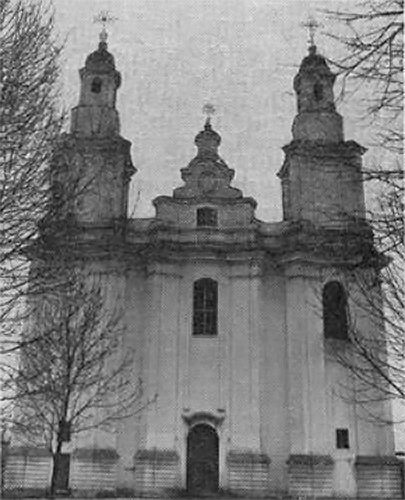
Cerkiew przed 1950

## Architektura
Bazyliański klasztor w Tołoczynie jest zabytkiem architektury w stylu baroku wileńskiego. Budynek monasterski jest budynkiem dwukondygnacyjnym, został wzniesiony na planie prostokąta. Jego ściany zdobią pilastry i gzyms, szczyty zwieńczają trójkątne frontony.
Cerkiew monasterska jest trójnawową bazyliką z fasadą o łamanej linii, z naprzemiennie występującymi elementami wklęsłymi i wypukłymi. Między dwiema wieżami na elewacji głównej i na elewacji tylnej znajdują się efektownie dekorowane szczyty. Zwieńczenia obydwu wież zostały w XIX w. przebudowane. Nawy, rozdzielone filarami, kryją sklepienia krzyżowe. We wnętrzu przetrwały fragmenty polichromii z motywami florystycznymi i geometrycznymi.